# Ragnhild Stolt-Nielsen
Ragnhild Stolt-Nielsen (nascida a 16 de abril de 1969) é uma política, cientista política e administradora académica norueguesa do Partido Conservador. Ela serviu como comissária-chefe de Bergen de 2013 a 2014, quando perdeu a sua indicação para as eleições locais de 2015 para Martin Smith-Sivertsen.

## Vida e carreira
Stolt-Nielsen obteve um mestrado em ciência política pela Universidade de Bergen em 1995.
Stolt-Nielsen foi eleita para o conselho da cidade de Bergen em 1999, e ocupou esse cargo até 2003. Durante esse período, foi presidente do comité de direcção do conselho. Foi novamente eleita vereadora em 2007 e serviu como líder do conselho municipal de 2013 a 2014. De 2007 a 2011, foi vice-presidente do comité de bem-estar infantil do Conselho e, a partir de 2011, foi presidente do comité de finanças e líder da bancada conservadora. Deixou o cargo em 2014.
Stolt-Nielsen foi a primeira vice-presidente do Partido Conservador de Bergen de 2005 a 2007, e foi a primeira vice-presidente do Partido Conservador de Hordaland para um mandato a partir de 2012. Foi a segunda vice-representante no Storting de Hordaland no período 2009-2013, período em que serviu por 9 dias no Storting.
Stolt-Nielsen posteriormente tornou-se o Chefe de Administração do Centro Bjerknes de Pesquisa Climática da Universidade de Bergen. Em 2015, foi contratada para dirigir iniciativas interdisciplinares na universidade.
A mãe de Ragnhild Stolt-Nielsen é a ex-deputada parlamentar Inger Stolt-Nielsen.